# جامعة لينتس
جامعة لينتس (بالألمانية: Universität Linz) والتي تعرف باسم جامعة يوهانس كيبلر هي جامعة حكومية نمساوية في مدينة لينتس في دورناخ-أوهوف شمال شرق المدينة وهناك يقع حرمها الجامعي. يصل عدد طلابها إلى 19400 طالب، وتعد بذلك الأكبر بين أربع جامعات في المدينة. ويقع مقرها الإداري في قصر أوهوف.
تأسست الجامعة باسم المدرسة العليا للعلوم الاجتماعية والاقتصادية في 8 أكتوبر 1966، وبدأت الدراسة فيها بعد يومين من ذلك. وهي بذلك من أحدث الجامعات إنشاءً في النمسا. أعيد تسميتها لتحمل اسم جامعة يوهانس كيبلر في 1 أكتوبر 1975. إذ كان العالم يوهانس كيبلر يُدَرس الرياضيات في المدينة بين 1612 و1626.
في الفصل الدراسي الشتوي 2018/19 كان هناك 19,200 طالب يدرسون في في الحرم الجامعي لجامعة لينتس.